# Washington Monument

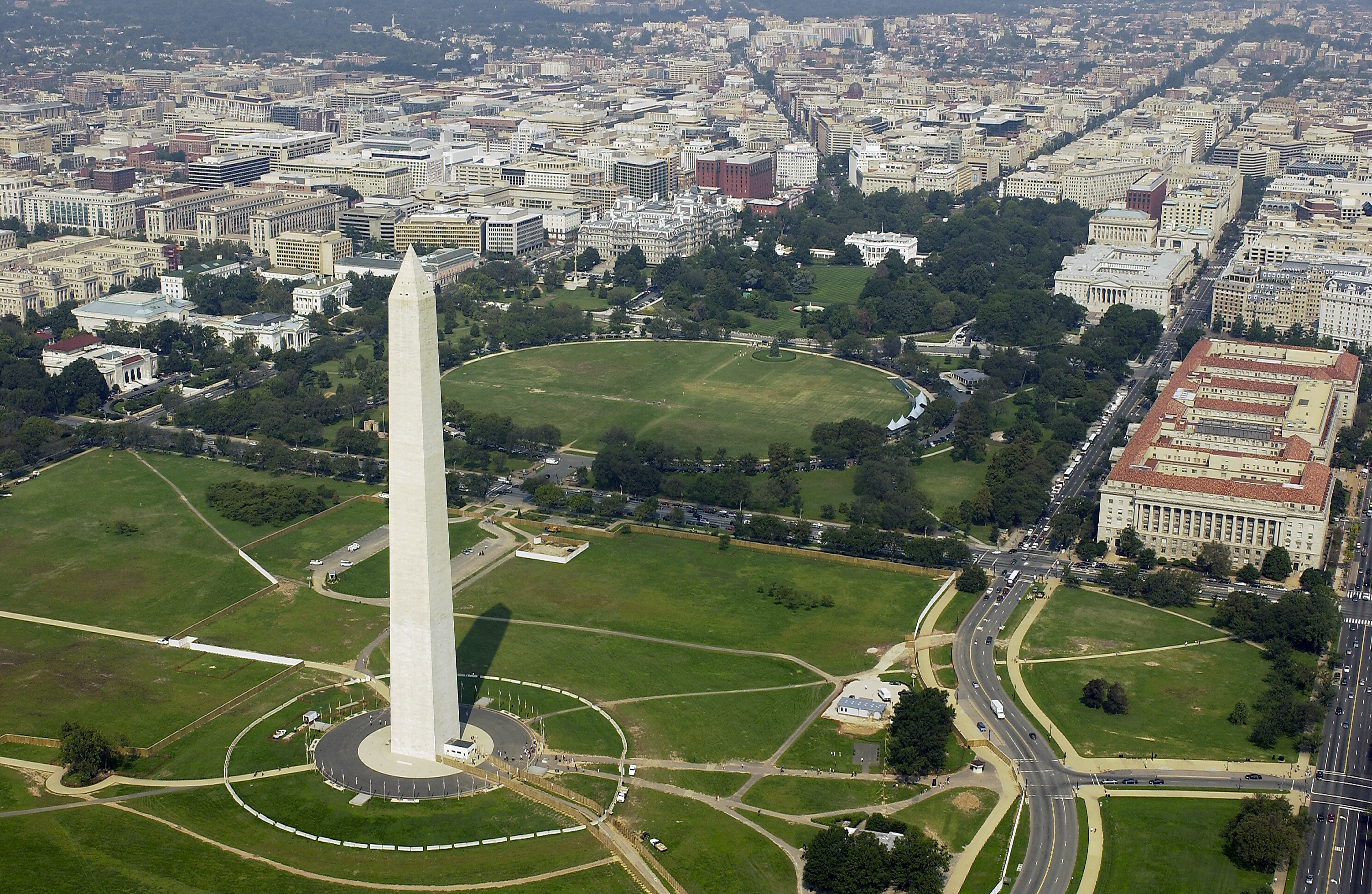
Washington Monument

Het Washington Monument staat in de stad Washington. Het werd opgericht voor de eerste Amerikaanse president, George Washington, en werd ontworpen door Robert Mills. Met een hoogte van ruim 169 meter is het Washington Monument de hoogste obelisk ooit gebouwd. Hij is gemaakt van marmer, graniet en zandsteen. Het monument maakt deel uit van de zogenaamde National Mall, die zich uitstrekt van het Capitool tot aan het Washington Monument. Het monument is voor het publiek toegankelijk. Een lift neemt de bezoekers mee naar de top van de obelisk waar in alle vier de wanden vrij kleine (ca. 1 m2) ramen zijn aangebracht.

## Geschiedenis
Al een paar dagen na het overlijden van Washington in december 1799  besloot het Amerikaanse Congres unaniem tot de bouw van een monument te zijner gedachtenis. Door meningsverschillen tussen de Federalisten van Adams en de Republikeinen van Jefferson kwam er niets van het plan terecht.
De bouw van het monument is eindelijk gestart in 1848, en het werd pas voltooid in 1884, bijna 30 jaar na de dood van de architect. De vertragingen werden veroorzaakt door een gebrek aan middelen en doordat inmiddels de Amerikaanse Burgeroorlog was uitgebroken. Als gevolg van de vele vertragingen in de bouw van de obelisk werden verschillende marmersoorten gebruikt voor de bovenste helft en de onderste helft. Hierdoor is nog steeds een verschil in kleur te zien tussen de boven- en onderkant (op een hoogte van 45 meter), dat de oorspronkelijke constructie onderscheidt van de voltooiing in 1876.